# (7924) Симбирск
(7924) Симбирск (лат. Simbirsk) — типичный астероид главного пояса, открыт 6 августа 1986 года советскими астрономами Людмилой и Николаем Черных в Крымской астрофизической обсерватории и 8 августа 1998 года назван в честь города Симбирска.

## Обнаружение и именование
(7924) Симбирск
Открыт 6 августа 1986 года в Крымской астрофизической обсерватории Н. С. Черных и Л. И. Черных.
Назван в честь города Симбирска (с 1924 года — Ульяновск), крупного промышленного и культурного центра на Волге. Основанный в 1648 году, он связан со многими великими событиями и людьми в истории России.
Оригинальный текст (англ.)7924 Simbirsk
Discovered 1986 Aug. 6 by N. S. Chernykh and L. I. Chernykh at the Crimean Astrophysical Observatory.
Named for the city of Simbirsk (Ul'yanovsk since 1924), a large industrial and cultural center on the Volga river. Founded in 1648, it is connected with many great events and people in Russian history.
Источники: 19980808/MPCPages.arc; M.P.C. 32349.

## Орбита

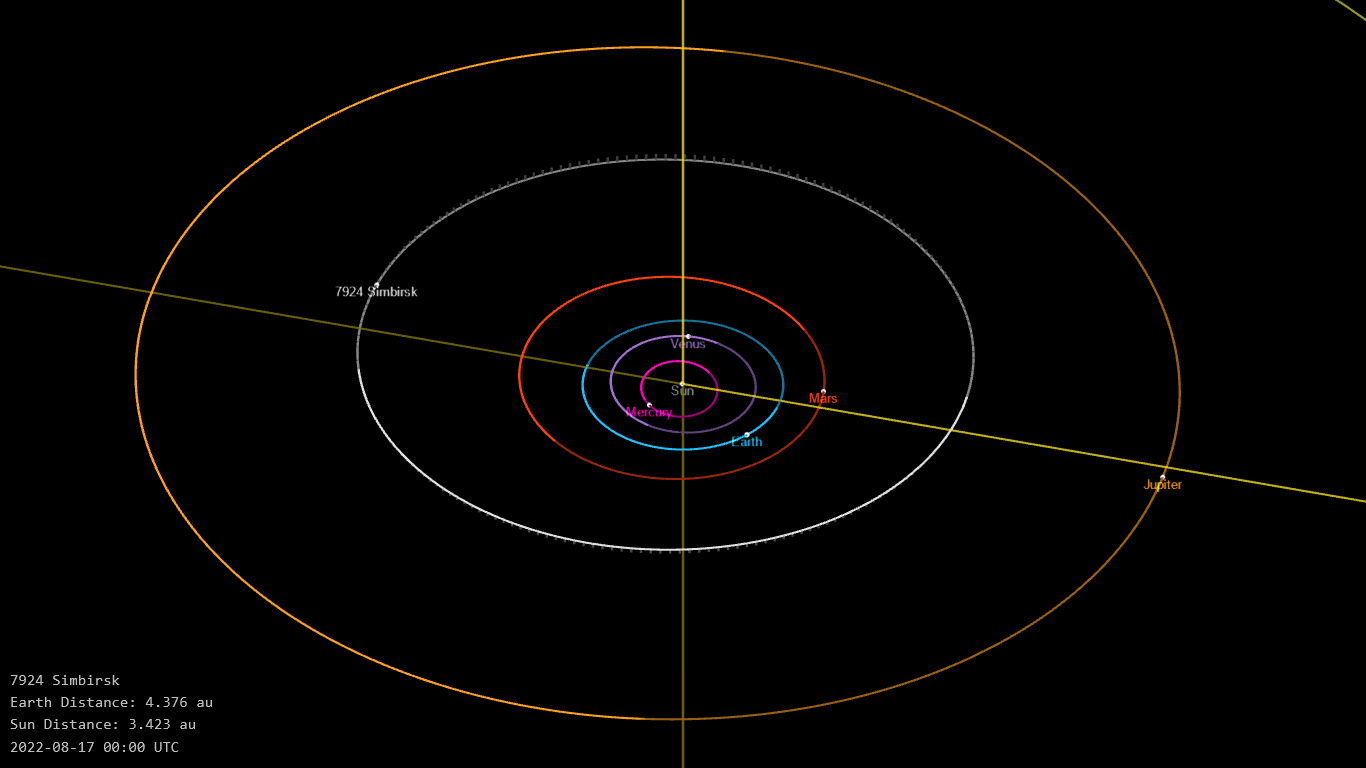
Орбита астероида Симбирск и его положение в Солнечной системе

## Физические характеристики
Астероид относится к таксономическому классу C.
По результатам наблюдений в видимом и ближнем инфракрасном диапазоне космического телескопа NEOWISE диаметр астероида оценивался равным 12,997±0,445 км.
Согласно тем же источникам альбедо оценивается как 0,0870±0,0107 и 0,087±0,011.